# 吸食岩頭長頷魚
吸食岩頭長頜魚，為輻鰭魚綱骨舌魚目象鼻魚科的其中一種，分布於非洲喀麥隆Djerem河流域，體長可達11.9公分，棲息在底層水域，生活習性不明。